# Codice Romano-Carratelli
Il Codice Romano-Carratelli è un manoscritto cartaceo risalente alla fine XVI secolo. Si compone di 99 acquerelli raffiguranti città fortificate, castelli, apprestamenti difensivi e territorio della Provincia di Calabria Ultra del Regno di Napoli.
Il Codice è di proprietà dell'avv. Domenico Romano Carratelli, appartenente ad un'antica famiglia calabrese, che è stato un importante politico nazionale ed ha svolto rilevanti ruoli nella Regione Calabria e a Livello Nazionale. Il manoscritto è conservato nel Fondo Antico della Biblioteca della famiglia Romano-Carratelli. Il Codice è vincolato dal Ministero dei Beni Culturali con decreto n.165/2014.  È stato proposto dalla Regione Calabria, atteso il suo carattere identitario e la valenza culturale, per l'inserimento nel Programma UNESCO "Memoria del mondo".

## Composizione, caratteristiche e storia
Il manoscritto, in ottimo stato di conservazione, si compone di 99 fogli di carta di grande qualità con filigrana in chiara evidenza e numerose figure acquarellate. Il volume è un in folio, con legatura coeva in pergamena rigida, titoli manoscritti al dorso, alterato da una mancanza. Gli acquerelli, che vi figurano a mezza pagina, sono tracciati con colori naturali, sono di fattura pregevole e la gran parte di essi presenta un testo illustrativo in elegante grafia cancelleresca dell'epoca facilmente leggibile. Le pagine descrivono località delle attuali province di Catanzaro, Crotone, Vibo Valentia e Reggio Calabria.
L'opera è estremamente interessante perché rappresenta ed illustra il problema della difesa della zona costiera di Calabria Ultra attraverso la raffigurazione delle sue città fortificate, dei suoi castelli, del suo territorio. In particolare vi vengono poi riportate le tipologie e le caratteristiche delle torri esistenti individuando altresì i luoghi ove era necessario la costruzione di nuove torri per le quali viene redatto il progetto ed indicata la possibile spesa. La rappresentazione delle torri è corredata da note illustrative minuziose e descrittive dei luoghi, dei posti, delle distanze, delle tipologie costruttive, dei torrieri e dei cavallari oltre talvolta accenni ai Signori del posto, a chi ne aveva ordinato la costruzione nonché ai costruttori. Attraverso la rappresentazione del territorio costiero e del suo stato antropico raffigurato attraverso i 99 acquarelli vengono visualizzate con una descrizione accuratissima le realtà esistenti e le soluzioni possibili al fine di organizzare un sistema difensivo completo per quello che era il problema più drammatico per i territori rivieraschi e cioè i continui assalti dei pirati moreschi.
Da qui una serie di studi e di proposte organiche per quella che appariva come la soluzione più immediata ed utile per tale problema e cioè la costruzione di torri che garantissero per tutto il Regno l'avvistamento delle flotte turche quando erano ancora in mare per permettere alle popolazioni di mettersi in salvo. In tale ottica assumono rilevanza e vengono rappresentate anche le città fortificate e i castelli. La scelta strategica di realizzare un compiuto sistema di torri che integrando l'esistente permettesse alle popolazioni costiere la possibilità della difesa, anche con la fuga, è sostanzialmente una scelta di governo, e non poteva essere altrimenti, che attiene alla difesa del Regno voluta da Carlo V e Filippo II e che trova attuazione concreta durante il Governo del Viceré Pietro di Toledo (1532-1553). Tale obiettivo venne ripreso e perseguito con tenacia e volontà qualche anno più tardi anche dal viceré Duca di Alcalá (1559-1575).
A seguito di vari riscontri, si è arrivati alla conclusione che l'incarico di realizzare il Codice fu, quasi certamente, una decisione della Amministrazione del viceré Conte di Miranda (1586-1595). Il Codice è il risultato di un lavoro lungo e difficile condotto in loco con grande professionalità ed assoluta precisione e con riscontri di certa rispondenza sia per le notizie riportate sia per quanto riguarda la rappresentazione e la toponomastica dei luoghi. Per questi motivi viene considerato opera di un tecnico (ingegnere o architetto). È probabile che il Codice sia rimasto ignoto in quanto copia unica e secretata dal Governo Vicereale per motivi di sicurezza dello Stato. Del resto, nel periodo in questione il Regno di Napoli non aveva una cartografia ufficiale organica, e gli stessi lavori ordinati a tal fine ai grandi cartografi del Regno, in particolare Stigliola e Mario Cartaro non venivano diffusi, ma anzi erano secretati. Il manoscritto, comunque, non contiene soltanto immagini di torri: notevolissime sono, infatti, le vedute panoramiche delle piazze militari più importanti (Reggio, Crotone, Tropea, Bagnara, ecc.) o di porzioni di territorio strategicamente ancora da difendere, a giudizio dell'anonimo estensore, con l'edificazione di ulteriori strutture torriere, per tutta una serie di indicazioni di altro tipo.

## Datazione e valore culturale del manoscritto
Nulla si sa sulla data di realizzazione o sull'identità del redattore ma, se per quanto riguarda la prima, le approfondite ricerche condotte da Teresa Saeli hanno ormai ristretto il lasso temporale a pochissimi anni (fra il 1596 ed il 1600), risulta ancora incerta l'attribuzione. Permane infatti una robusta incertezza, essendo stati numerosi i tecnici incaricati in quel periodo di tempo di visitare le difese costiere, e, fra costoro, anche nomi di assoluto prestigio, quali quello di Mario Cartaro..
Il Codice sta suscitando straordinario interesse in tutti gli studiosi di storia del Mediterraneo, del Regno di Napoli ed ovviamente di storia calabrese e locale, per la sua importanza storica, topografica, geografica e antropologica. I 99 acquerelli sono una scoperta assoluta, quasi fotografica, di un tempo storico di cui non sopravvive se non qualche raro ed occasionale disegno e rappresentano pertanto la più antica iconografia di cui può disporre la storiografia calabrese per il territorio costiero, e non solo, della Calabria Ultra. Una testimonianza tanto più interessante in quanto relativa a luoghi che nel corso dei secoli successivi hanno subito spesso profondi mutamenti.
Presentato dalla Regione Calabria al grande pubblico nel corso della edizione 2013 del Salone Internazionale del Libro di Torino ed illustrato per l'occasione nella guida Una Regione per leggere , nel novembre 2013 l'assessore alla Cultura della Regione Calabria, Mario Caligiuri, ha chiesto all'UNESCO il riconoscimento del Codice Romano Carratelli al Programma "Memoria del Mondo".